# Mistrzostwa Europy Strongman 1983
Mistrzostwa Europy Strongman 1983 – doroczne, indywidualne
zawody europejskich siłaczy.
Data: 1983 r.

Miejsce:  Holandia
WYNIKI ZAWODÓW:
| Miejsce | Zawodnik            | Kraj       | Punkty              |
| ------- | ------------------- | ---------- | ------------------- |
| 1.      | Simon Wulfse        | Holandia   | 54                  |
| 2.      | Geoff Capes         | Anglia     | 53                  |
| 3.      | Jón Páll Sigmarsson | Islandia   | 45                  |
| 4.      | Cees de Vreugd      | Holandia   | 33,5 (kontuzjowany) |
| 5.      | Jack Hynde          | Szkocja    | 28                  |
| 6.      | Franz Bierbaun      | Austria    | 27                  |
| 7.      | Heinz Stettler      | Szwajcaria | 22,5                |
| 8.      | Leif Wigholm        | Szwecja    | 17 (kontuzjowany)   |